# Maurice-Charles-Henri-Félicien Jurion
Maurice-Charles-Henri-Félicien Jurion, francoski general, * 1885, † 1946.